# Amomum aquaticum
Amomum aquaticum là một loài thực vật có hoa trong họ Gừng. Loài này được Ernst Adolf Raeuschel mô tả khoa học đầu tiên năm 1797.

## Phân bố
Loài này có ở Sri Lanka.